# 다나카 마키코
다나카 마키코(일본어: 田中眞紀子, 1944년 1월 14일~)는 일본의 정치인 가문·정치인이다. 다나카 가쿠에이 일본 제64·65대 내각총리대신의 장녀이다. 가쿠에이 총리 재임 당시 모친이 병약하였으므로 사실상 퍼스트 레이디의 역할을 수행하기도 했다. 와세다 대학을 졸업했다. 외무대신과 제54대 과학기술청 장관을 역임했다.

## 학력
- 와세다 대학 상학 학사

## 경력
- 니가타현 제5구 중의원
- 제52대 과학기술청장관
- 제132대 외무대신
- 중의원 문부과학위원장
- 중의원 외무위원장
- 제17대 문부과학대신

## 가족 관계
- 부친: 다나카 가쿠에이
  - 남편: 다나카 나오키
    - 자녀: 슬하 1남 2녀

## 그외 사항
- 니가타현 주에쓰 지방의 기업 에치고 교통 그룹의 오너이다. 에치고 교통의 영업소는 선거시 정보 수집이나 표밭 다지기 등의 역할을 담당한다. 이는 아버지였던 다나카 가쿠에이가 구축한 것을 계승한 것이다.
- 다나카 마키코의 대외적인 호오(好惡)는 아버지의 영향을 매우 크게 받았는데, 아버지를 배신한 다케시타 노보루 파벌에 속한 사람을 싫어하는 것으로 알려져 있다.
- 외무대신 재임 당시 내각이나 자신의 방침에 저항하는 관료를 교체하고, 정치가 주도하는 움직임을 만들려고 했다. 하지만 지식을 습득하기 위해 원자력 정책 등 여러 분야 관료의 브리핑을 적극적으로 받았다.
- 자민당 탈당 이후에는 고이즈미 저격수로 활약하면서, 그가 야스쿠니 신사를 참배한 일이나 “독도는 일본 영토”라는 발언을 비판하기도 했다.
- 민주당에 속해 있으면서도 민주당 의원을 날카롭게 비판할 때도 있다.